# Psychotria elliptifolia
Psychotria elliptifolia är en måreväxtart som beskrevs av Adolph Daniel Edward Elmer. Psychotria elliptifolia ingår i släktet Psychotria och familjen måreväxter. Inga underarter finns listade i Catalogue of Life.